# آنوش (فیلم ۱۹۸۳)
آنوش (ارمنی: Անուշ) یک فیلم موزیکال ملودرام است محصول سال ۱۹۸۳، به کارگردانی مارات وارژاپتیان

## بازیگران
- ساتنیک ساهاکیانتس (گوهار گاسپاریان به‌جای وی می‌خواند) در نقش آنوش
- آرام مانوکیان (تیگران لوونیان به‌جای وی می‌خواند) در نقش سارو
- ویگن چالدرانیان (hy:Արշավիր Կարապետյանը به‌جای وی می‌خواند) در نقش مٌوسی
- هنریک آلاوردیاندر نقش ساقدوش
- ماریا آنتونیان در نقش خواهر